# Pallavolo ai Giochi del Sud-est asiatico - Torneo maschile
Il torneo maschile di pallavolo ai Giochi del Sud-est asiatico è una competizione pallavolistica per squadre nazionali del sud-est asiatico, organizzata con cadenza biennale dal COA, durante i Giochi del Sud-est asiatico.

## Edizioni
| Edizione      | Edizione            | Podio         | Podio         | Podio              |
| Anno          | Organizzatore       | Campione      | Seconda       | Terza              |
| ------------- | ------------------- | ------------- | ------------- | ------------------ |
| 1977 Dettagli | Kuala Lumpur        | Birmania      | Filippine     | Thailandia         |
| 1979 Dettagli | Giacarta            | Birmania      | Indonesia     | Filippine          |
| 1981 Dettagli | Manila              | Indonesia     | Birmania      | Filippine          |
| 1983 Dettagli | Singapore           | Birmania      | Indonesia     | Filippine          |
| 1985 Dettagli | Bangkok             | Thailandia    | Indonesia     | Singapore          |
| 1987 Dettagli | Giacarta            | Indonesia     | Birmania      | Thailandia         |
| 1989 Dettagli | Kuala Lumpur        | Indonesia     | Birmania      | Thailandia         |
| 1991 Dettagli | Manila              | Indonesia     | Thailandia    | Filippine          |
| 1993 Dettagli | Singapore           | Indonesia     | Thailandia    | Singapore          |
| 1995 Dettagli | Chiang Mai          | Thailandia    | Birmania      | Indonesia          |
| 1997 Dettagli | Giacarta            | Indonesia     | Thailandia    | Filippine          |
| 1999          | Bandar Seri Begawan | Non disputato | Non disputato | Non disputato      |
| 2001 Dettagli | Kuala Lumpur        | Thailandia    | Malaysia      | Birmania           |
| 2003 Dettagli | Hanoi               | Indonesia     | Thailandia    | Birmania           |
| 2005 Dettagli | Manila              | Thailandia    | Indonesia     | Filippine          |
| 2007 Dettagli | Nakhon Ratchasima   | Indonesia     | Vietnam       | Thailandia         |
| 2009 Dettagli | Vientiane           | Indonesia     | Thailandia    | Birmania           |
| 2011 Dettagli | Bandung             | Thailandia    | Indonesia     | Vietnam            |
| 2013 Dettagli | Naypyidaw           | Thailandia    | Indonesia     | Vietnam            |
| 2015 Dettagli | Singapore           | Thailandia    | Vietnam       | Birmania Indonesia |
| 2017 Dettagli | Kuala Lumpur        | Thailandia    | Indonesia     | Vietnam            |
| 2019 Dettagli | Pasig               | Indonesia     | Filippine     | Thailandia         |
| 2021 Dettagli | Quang Ninh          | Indonesia     | Vietnam       | Cambogia           |
| 2023 Dettagli | Phnom Penh          | Indonesia     | Cambogia      | Vietnam            |

## Medagliere
| Pos. | Squadra    | 1º posto | 2º posto | 3º posto | Totale |
| ---- | ---------- | -------- | -------- | -------- | ------ |
| 1    | Indonesia  | 12       | 7        | 2        | 21     |
| 2    | Thailandia | 8        | 5        | 5        | 18     |
| 3    | Birmania   | 3        | 4        | 4        | 11     |
| 4    | Vietnam    | 0        | 3        | 4        | 7      |
| 5    | Filippine  | 0        | 2        | 6        | 8      |
| 6    | Cambogia   | 0        | 1        | 1        | 2      |
| 7    | Malaysia   | 0        | 1        | 0        | 1      |
| 8    | Singapore  | 0        | 0        | 2        | 2      |